# Jean-Baptiste Desmarets, markýz de Maillebois
Jean-Baptiste François Desmarets, markýz de Maillebois (též des Marets nebo des Maretz, známý také jako maršál Maillebois) (3. května 1682, Paříž – 7. února 1762, Paříž) byl francouzský vojevůdce. Od šestnácti let sloužil v armádě a jako člen vlivné šlechtické rodiny dosáhl již za války o španělské dědictví hodnosti generála, uplatnil se také jako diplomat a ve vysokých funkcích u dvora. Za dobytí Korsiky získal hodnost maršála Francie (1741). Za války o rakouské dědictví bojoval mimo jiné v Čechách, později se střídavými úspěchy velel francouzsko-španělské armádě v Itálii, odkud byl nakonec donucen k ústupu. Od roku 1748 zastával funkci guvernéra v Alsasku.

## Životopis

Erb rodu Desmaretsů

Patřil k úřednické šlechtě (noblesse robe), pocházel z početné rodiny ministra financí Nicolase Desmaretse (1648–1721), byl též prasynovcem a kmotřencem Jeana-Baptista Colberta, významného státníka z doby Ludvíka XIV. Do armády vstoupil v roce 1698 ke královským mušketýrům, již o rok později byl podporučíem pěchoty. Vojenskou kariéru zahájil za války o španělské dědictví pod velením maršálů Vendôma, Villarse, Tallarda. Nejprve se zúčastnil bojů ve Flandrech a již v roce 1703 byl plukovníkem. Poté byl převelen do Itálie, kde se zúčastnil několika bitev proti Evženovi Savojskému. V roce 1708 dosáhl hodnosti brigádního generála, téhož roku se vyznamenal při obléhání Lille. Od roku 1713 byl místodržitelem v Languedocu (tuto hodnost převzal po svém tchánovi, maršálovi d'Alègre), zároveň začal zastávat hodnosti u dvora. V roce 1718 byl jmenován do hodnosti maréchal de camp a poté byl guvernérem v Saint-Omer. V roce 1724 obdržel Řád sv. Ducha a v roce 1726 byl mimořádným vyslancem v Bavorsku, poté byl vrchním velitelem v Dauphiné.

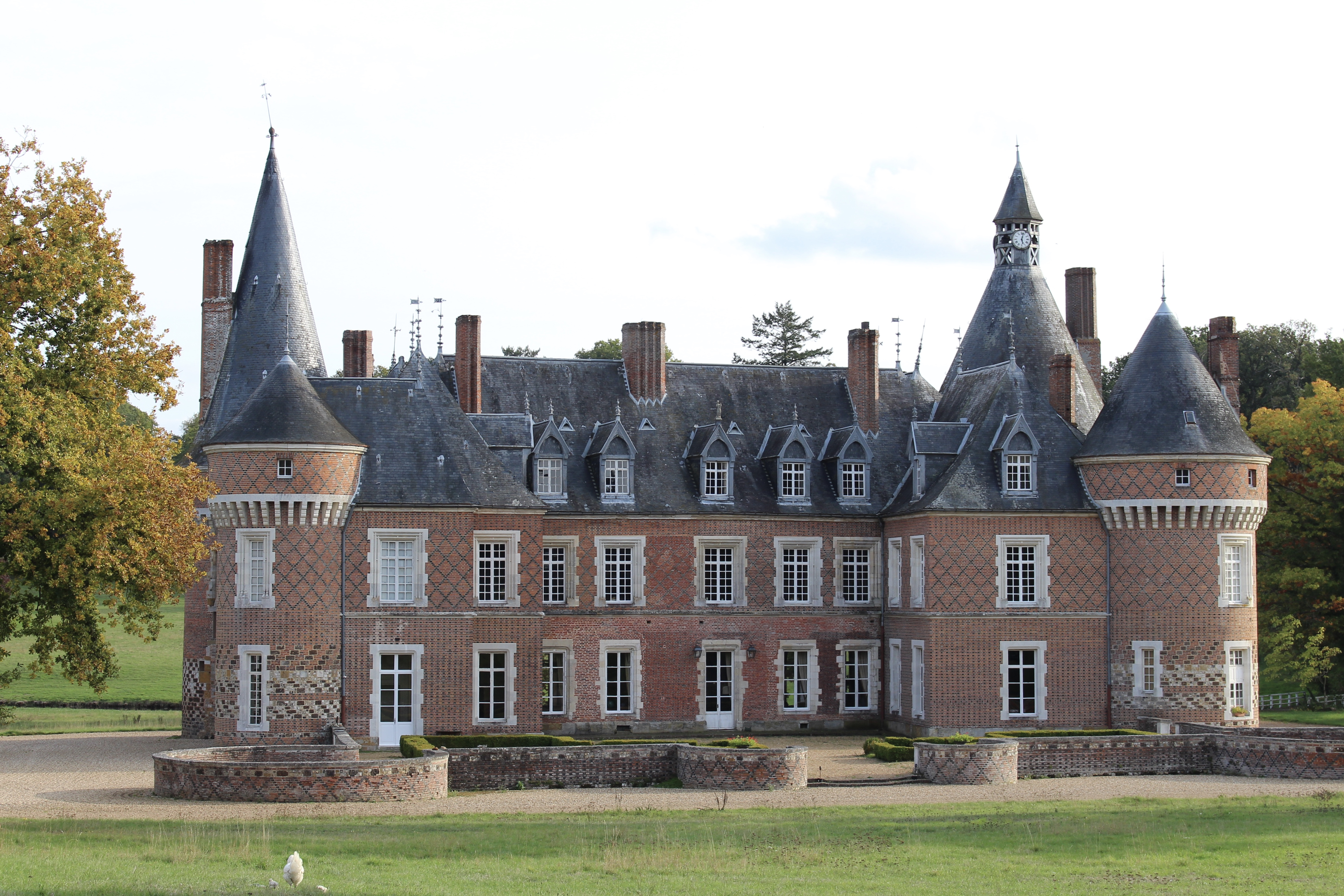
Zámek Château de Maillebois, rodové sídlo v 17. a 18. století

V roce 1731 byl povýšen do hodnosti generálporučíka (général lieutenant) a poté úspěšně bojoval v Itálii během války o polské následnictví (1733–1735). V roce 1739 se na žádost Janovské republiky podílel na potlačení povstání na Korsice. Korsiku obsadil a dobyl během tří týdnů a za to obdržel hodnost maršála Francie (1741). Na počátku války o rakouské dědictví operoval v Německu, poté dostal příkaz osvobodit posádku maršála Belle-Isle obklíčenou v Praze rakouskou armádou. Dostal se ale jen do Chebu a po neúspěšném proniknutí k Praze údolím Ohře se stáhl zpět do Falce. Později byl převelen do severní Itálie, kde ve spolupráci se Španělskem dosáhl úspěchů. V září 1745 vybojoval významné vítězství u Bassignany, během následujícího roku ale ztratil zásobovací komunikace a v červnu 1746 utrpěl drtivou porážku u Piacenzy od rakouských generálů Lichtenštejna a Browna. Po dalším střetu u Rottofredda s rakouským generálem Botta-Adornou v srpnu 1746 nakonec severní Itálii vyklidil. Po skončení války byl jmenován guvernérem v Alsasku (1748) a tuto funkci zastával až do smrti.
V roce 1713 se oženil s Louisou d'Alégre (1692–1756), dcerou maršála Yvese d'Alègre (1653–1733), která byla dvorní dámou dcer Ludvíka XV. a zemřela ve Versailles. Z jejich manželství pocházely čtyři děti, jediný syn Yves Marie Desmarets, markýz de Maillebois (1715–1791) byl též vojákem, za války o rakouské dědictví se uplatnil jako diplomat a v armádě nakonec dosáhl hodnosti generálporučíka.
V 17. a 18. století byl majetkem rodu zámek Château de Maillebois v departmentu Eure-et-Loir poblíž Dreux, od nějž byl také odvozen titul markýze.